# サバハ
『サバハ』（原題：사바하（→娑婆訶））は、2019年公開の韓国映画。監督・脚本は映画『プリースト 悪魔を葬る者』などで知られるチャン・ジェヒョン。主演はイ・ジョンジェ、パク・ジョンミン。
日本では劇場未公開だが、動画配信サイトのNetflixで配信されている。

## ストーリー
新興宗教の不正を捜査することを生業とする極東宗教問題研究所のパク牧師（イ・ジョンジェ）は、未解決の女子中学生殺害事件を追う内に「鹿野園」という新興宗教に辿り着く。

## キャスト
- イ・ジョンジェ：パク・ウンジェ牧師
- パク・ジョンミン：チョン・ナハン
- イ・ジェイン（朝鮮語版）：イ・グムファ／それ
- ユ・ジテ：キム・ドンス
- チョン・ジニョン：ファン斑長
- イ・ダウィ：コ・ヨセフ
- チン・ソンギュ：ヘアン僧侶
- チ・スンヒョン（朝鮮語版）：キム・チョルチン
- 田中泯：ネチュンテンパ - チベットの高僧
- チャ・スンベ（朝鮮語版）：総務僧侶
- ファン・ジョンミン：シム勧士
- イ・ハンナ（朝鮮語版）：パク・ウネ
- チョン・ドンファン：キム・ジェソク
- ムン・チャンギル（朝鮮語版）：クムファの祖父
- イ・ジュシル（朝鮮語版）：クムファの祖母
- チャ・レヒョン（朝鮮語版）：チョ刑事
- イ・サンウ：院長僧侶　※友情出演
- キム・スンヒョン：カーセンターの整備工　※特別出演

## 製作・公開
主要撮影は2017年11月19日に開始され、2018年4月9日に終了した。
2019年2月20日に韓国で公開され、観客動員数239万を記録した。

## 受賞

### 2019年度
- 第40回青龍映画賞：音楽賞（キム・テソン）
- 第55回百想芸術大賞：映画部門 女性新人演技賞（イ・ジェイン）
- 第39回黄金撮影賞：新人女優賞（イ・ジェイン）